# Хоуп, Долорес
Долорес Хоуп, DC*SG (англ. Dolores Hope, 27 мая 1909 — 19 сентября 2011) — американская певица, меценат, вторая супруга актёра Боба Хоупа.

## Биография
Долорес ДеФайна родилась в Нью-Йорке в семье с итальянскими и ирландскими корнями. Её отец умер вскоре после её рождения, и воспитанием юной Долорес занималась мать. В начале 1930-х годов она начала сольную музыкальную карьеру под псевдонимом Долорес Рид. В 1933 году во время выступления в ночном клубе «Vogue» на Манхэттене она познакомилась с начинающим актёром и комиком Бобом Хоупом. 19 февраля 1934 года состоялась их свадьба в городе Эри в штате Пенсильвания. В дальнейшем они стали родителями четверых детей, которых усыновили в одном из детских домов штата Иллинойс.
В 1940-х годах Долорес Хоуп выступала с концертами вместе с мужем перед американскими военными в годы Второй мировой войны. В дальнейшем пара часто вместе гастролировала с аналогичными выступлениями по горячим точкам планеты, где были задействованы военнослужащие США. В 1990 году она стала единственной артисткой женского пола, которой позволили выступать в Саудовской Аравии.
В возрасте 83 лет Долорес Хоуп записала свой первый альбом — «Dolores Hope: Now and Then». В дальнейшем она выпустила ещё три диска, а также рождественский альбом «Hopes for the Holidays», записанный в дуэте с мужем.
В июле 2003 года, спустя два месяца после столетнего юбилея, Боб Хоуп скончался, а в следующем году не стало их приёмного сына Энтони. В 2008 году певица перенесла инсульт, который благодаря своевременному вмешательству медиков не нанёс серьёзных проблем её здоровью. 27 мая 2009 года Долорес Хоуп отпраздновала столетний юбилей, в рамках которого на канале «NBC» был организован праздничный выпуск популярного шоу «Today».
Долорес Хоуп является почётным членом правления гуманитарной организации «Крылья надежды» (игра слов: англ. Hope — надежда).
За годы своей карьеры и гуманитарной деятельности Долорес Хоуп становилась обладательницей многих престижных премий и наград, среди которых католический Орден Святого Григория Великого, а также звезда на Голливудской аллее славы.
Долорес Хоуп умерла 19 сентября 2011 года в своём доме в пригороде Лос-Анджелеса в возрасте 102 лет.